# Shadowhunters
Shadowhunters er en amerikansk fantasy-drama tv-serie udviklet af Ed Decter. Serien er løst baseret på den populære bogserie Dødens Instrumenter, der er skrevet af Cassandra Clare. Serien havde premiere 12. januar 2016 i Nordamerika på tv-kanalen Freeform. Sæson 2A havde premiere 2. januar 2017, og sæson 2B havde premiere 5. juni 2017. I lande uden Freeform ses serien på Netflix.
Serien er primært filmet i Toronto, Ontario, Canada. I serien følges den unge Clary Fray, der på sin 18-års fødselsdag finder ud af, at hun er en Shadowhunter, halvt menneske - halv engel. Shadowhuntere beskytter mennesker mod dæmoner.
Serien er den anden film adoption af novelle serien, efter filmen The Mortal Instruments: Dæmonernes by, der ligesom serien blev produceret af Constantin Film. Serien har modtaget blandet kritik, men seriens pilotepisode tiltrak det største antal seere for Freeform i to år. Serien har modtaget flere nomineringer, og har desuden modtaget en GLAAD Award og to Teen Choice Awards.
I april 2017 blev det annonceret , at serien ville få endnu en sæson med 20 afsnit. Tredje sæson skulle få premiere i 2018.

## Plot

### Sæson 1
Clary Fray finder på hendes 18-års fødselsdag ud af, at hendes mor, Joeclyn, har holdt noget skjult for hende, hele hendes liv. Clary er en shadowhunter, hvis opgave er at beskytte menneskeverdenen fra dæmonverdenen. Joeclyn er tidligere medlem af en shadowhunter gruppe, der hedder Cirklen, og hun har efter et opgør med Cirklen, stjålet og gemt Dødekoppen, der kan bruges til at skabe nye shadowhuntere. Joeclyn bliver kidnappet af en anden tidligere Cirkel medlem, der hedder Valentine Morgenstern, men inden da når hun at drikke en eliksir, som hendes kollega i antikforretningen, Dot, har lavet, da det viser sig, at Dot er en troldkvinde. Joeclyn falder i en dyb søvn og kan ikke vækkes. Clary opsøger efterfølgende Luke, der er Joeclyns nye kæreste, og som altid har været der for Clary. Men Clary finder ud af, at Luke slet ikke har været interesseret i hende og Joeclyn, han vil også have fat i Døde koppen, ligesom Valentine og hans mænd. 
I stedet for, får Clary hjælp af den unge shadowhunter Jace Wayland, der fører hende til shadowhunternes tilholdssted i New York, der bliver kaldt instituttet, der er placeret i en gammel forladt kirke. Her møder Clary Isabelle Lightwood, Izzy Lightwood og hendes bror Alexander Lightwood, Alec Lightwood. Clarys bedste ven Simon Lewis, opsøger Clary da han ikke har hørt fra hende i to dage, og sammen drages de ind i en helt ny verden med shadowhuntere, dæmoner, troldmænd og andre magiske væsener. Jace og Clary spørger et tidligere Cirkel medlem om hjælp, Hodge, der nu er instituttets kamptræner, har tidligere været medlem af Cirklen, ligesom Joeclyn. Desuden finder de ud af, at Clarys minder er blevet slettet, og derfor opsøger de De stille brøde, der befinder sig i Dæmonernes By. Her fortæller Sjælesværdet, der ligesom Dødekoppen er ét af de Dødelige Instrumenter, at Valentine er Clarys far, men samtidig bliver Simon kidnappet af en vampyrklan, da de også vil have fat i Dødekoppen, og nu har de Simon som gidsel. 
Clary er stærkt besluttet på at få Simon tilbage, og sammen med Jace, Alec og Izzy lægger de en plan for, hvordan de skal rede ham. Imens har vampyrerne ført Simon hen til deres tilholdssted, Hotel DuMort. Jace lærer Clary, hvordan hun skal kæmpe med sværd, og hendes nye tilværelse som halv engel, halvt menneske begynder at tage form. På Hotel DuMort møder Simon lederen af vampyrklanen, Camille, der er yderst interesseret i Dødekoppen. Izzy opsøger hendes flirt, Meliorn, for at få flere oplysninger fra elverfolket om, hvordan man sniger sig uset ind på Hotel DuMort, da Meliorn  har haft et hemmeligt forhold med Camille. Elvere er halv engel - halv dæmon, og de kan ikke lyve. Camille er begyndt at drikke af Simons blod, mens Alec og Izzy har fundet en bagindgang, de distrahere vampyrerne, mens Clary og Jace skal finde Simon. De bliver alle opdaget, men besejrer vampyrerne. Sammen får de redet Simon fra vampyrerne. 
Clary finder ud af, at det måske er troldmanden Magnus Bane, der har taget hendes minder. Magnus Bane er den mægtigste troldmand i Brooklyn, og han er over 300 år gammel. Izzy arrangerer en fest, hvor Magnus helt sikkert vil dukke op, da han elsker glimmer, glitter og fest - men han vil rigtigt gerne have fat i en halskæde som Hodge har givet til Izzy, som de kan bytte for Clarys minder. Clary og Jace mødes med Magnus til festen, men han har ikke længere hendes minder, han har givet dem til en mindedæmon, og desuden fortæller han, at Dot er død. Magnus tager halskæden og forsvinder ind i en portal, som kun troldmænd kan fremtrylle. Clary når at få fat i en af knapperne på Magnus jakke, og Jace og Alec kan sammen spore ham til et lager, men nogle af Valentines mænd er kommet i forkøbet. De nedkæmper dem sammen, og Izzy får halskæden tilbage, da den er blevet båret i Lightwood-familien i mange år. Magnus hjælper dem med at tilkalde minedæmonen, men det går ikke som forventet. Da de alle skal tænke på den person, de elsker mest, kommer Jace op, da det er Alecs tur, har Alec måske følelser for Jace? Han giver i hvert fald slip, og dæmonen skader Jace, der dog heldigvis hurtigt kommer på benene. Simon opsøger igen Camille på Hotel DuMort, da han er blevet betaget af blod. 
Inden Joeclyns forsvinden gav hun Clary en halskæde, og når Clary rør den, kan hun se, hvor hendes mor er. Hun ser, at Valentine har hende, fordi halskæden er et portal skår. På instituttet dukker Alec og Izzys mor pludselig op, hun kommer fra Idris, der er shadowhunternes hjemland. Hun kommer, da elverne ikke vil samarbejde med The clave, the clave bestemmer over shadowhunterne. Jace og Izzy skal prøve at opsøge dem, da Izzy er gode venner med elveren Meliorn, mens Alec skal se efter Clary. Uden for Hotel DuMort møder Simon igen vampyren Raphael, og han er ikke glad for at se ham, så han skræmmer ham væk.  Clary fortæller, at hendes mor gemte en æske, der tilhørte hendes far, én gang om året åbnede hun den og græd, måske den æske kan lede dem tættere på Valentine? Clary sniger sig ud fra instituttet, men Alec fanger hende hurtigt, og de tager over til Clarys gamle lejlighed, hvor æsken efter sigende skulle være, og Simon kommer og hjælper med at finde den. De finder æsken, og i den er en babysko og en hårlok. Kort efter bliver Simon og Clary kidnappet og ført til Jade Wolf, der er en kinesisk grillbar, hvor varulvene har deres daglige gang. Clary flygter, men bliver fanget af Luke, der fortæller hende, at han er der for at hjælpe hende, og ikke have fat i koppen, som han ellers sagde på politistationen. Men Izzy, Alec og Jace dukker op, og overrumpler Luke og får fat i både Clary og Simon. De bliver alle omringet af varulve, men pludselig dukker en anden ulv op, der udfordrer og dræber alfaen. Det viser sig, at det var Luke, der dræbte alfaen, og nu har han overtaget alfa-rollen.  
Clary, Jace og Simon hjælper Luke over til Magnus, da det kun er en troldmand, der kan rede ham nu. På instituttet er Alec og Izzys far ankommet, sammen med deres lillebror Max. Elverne vil ikke arbejde sammen med shadowhunterne, og Lightwood-navnet er ødelagt, da Alec er taget på mange missioner, der ikke var godt at The Clave, dog gjorde han det kun for at beskytte Clary. Magnus fortæller Clary om dengang han lærte Valentine og Joeclyn at kende, og om hvordan Valentine blev ond. Valentine ville stjæle Dødekoppen, så han kunne skabe nye shadowhuntere, en hel hær af dem, der kunne udslette nederverdenerne. Men Luke og Joeclyn besejrede Valentine og stjal Dødekoppen. På instituttet planlægger Lightwood-forældrene deres børns fremtid, de vil have Alec gifter sig, for at opretholde deres familie navn, og Izzy skal overbevise eleverne om, at de skal være på deres side. Jace og Simon tager afsted for at finde det sidste til en helbredende drik Magnus skal lave, og de når lige at rede ham i sidste øjeblik. Efter at have været streng over for Izzy åbner hendes mor endelig lidt, og Luke fortæller, at det var ham og Joeclyns skyld, at Valentine blev ond. Joeclyn og Valentine var sammen, og Lukes var Valentines parabatai, men Luke og Joeclyn blev forelsket, og det ødelagde alt. Valentine begyndte at eksperimentere med nederverdenernes blod, og blev bedre i kamp. Luke fortæller hele historien til Clary, inklusiv om dengang Valentine forrådte ham, og han blev forvandlet til en varulv. Magnus åbner for Alec, og fortæller ham, at han gerne ville se ham igen, og det var derfor han bad Alec om at komme, da de skulle rede Luke. Luke fortæller, at æsken, der efter sigende skulle være Valentines, ikke er Valentines. Men initialerne, der står på den, JC, står for Jonathan Christopher, der er Clarys bror, men han døde i en brand, som Valentine startede på Fairchild Manor. Clary får æsken til at forsvinde ind som en tegning på et stykke papir, og Luke fortæller, at nogle shadowhunters har usædvanlige kræfter, og nu ved Clary, hvor Dødekoppen er gemt. 
Joeclyn har gemt Dødekoppen i nogle tarokkort, der er blevet malet for mange år siden. Og heldigvis har Luke gemt kortene i en skuffe, på hans kontor, på politistationen. Jace, Clary og Luke tager til stationen for at hente kortet, da Luke går ind for at hente kortet bliver han afbrudt, og frataget hans politiskilt og pistol, og han bliver taget med, af en efterforsker der heder Interne Affære. På instituttet finder Izzy ud af, at Alec har sovet hos Magnus, og hun fortæller ham, at hende og Meliorn har slået op. Jace og Clary prøver på egen hånd at få fat i kortet, men det lykkes ikke, de tilkalder Izzy og Alec, så de kan hjælpe. Luke er blevet hovedmistænkt i en mordsag, og han finder en kollega, der er blevet dræbt, i et skab. I mellemtiden er Simon bange for, at han er ved at blive til en vampyr. Imens Alec og Izzy distraherer, sniger Jace og Clary sig ind og finder tarokkortene, men nu kan Clary ikke række ind i kortet og trække Dødekoppen ud, de må tage kortet med til instituttet og finde en løsning, dog bliver vejen hjem lidt sværere end forventet, og i forsvar trækker Clary Dødekoppen ud af kortet og skræmmer shax-dæmonerne væk, og derefter kommer Alec og Luke, så de kan hjælpe. De vender tilbage til instituttet, hvor Jace venter, og Jace og Clary kysser for første gang. Simon opsøger igen vampyrerne på Hotel DuMort, da han for alvor er bange for, at han er syg og ve at blive til en vampyr, desuden ser han hallucinationer af Camille, der drak hans blod. Camille har ventet på ham, da hendes blod løber i hans årer, men det vil forsvinde med tiden. 
 Alec mener de burde give Dødekoppen til The Clave, så de kan passe på den, men det er Clarys eneste mulighed for at få hendes mor tilbage. Instituttet bliver angrebet af noget mystisk, men det viser sig at være vampyren Raphael, der kommer med Simon, men han er død. Raphael fortæller dog, at der er en måde at få ham tilbage. Han kan blive genoplivet, men så vil han være en vampyr. Tilbage på instituttet har The Clave sendt en udsending, der skal holde øje med Ligthwood-familien og instituttet i New York. Alec lover hans lillebror Max, at han vil skaffe ham hans stele tilbage, stelen bruges til at tegne nye runer, men Max var ved at brænde instituttet i Mumbai ned, og derfor fik han frataget den, men så skal Max holde sig ude af problemer, for Lydia Branwell er ankommet til instituttet som udsending fra The Clave. Jace og Clary opsøger Simons mor for at fortælle, at Simon ikke kommer tilbage. Imens er nogle af Valentines mænd begyndt at angribe Jade Wolf, hvor varulvene har hovedkvarter. Så Alec og Lydia tager ud for at se, hvem der har gjort det, og Alec finder ud af, at hans forældre også er tidligere Cirkel medlemmer Clary og Jace tager over til Jade Wolf, og Clary fortæller Simon er død. Clary, Jace og Raphael tager ud til kirkegården, hvor Camille dukker op, for hun vil have Simon tilbage, men besejrer hende. Clary vælger at begrave Simon, så han kan blive vækket igen som en vampyr. Alec frier til Lydia, da de, hvis de bliver gift, kan drive instituttet sammen, og dermed vil deres familie navn Lightwood igen være et stolt navn. På kirkegården begraver de Simon, og han kommer op igen som en vampyr. Og på instituttet finder Izzy og Magnus ud af, at Valentines mænd, der angreb dem på Jade Wolf har engleblod, og dermed kan de komme ind på instituttet. 
The Clave har givet ordrer til at arrestere Meliorn, og Jace og Clary finder ud af, at der har været et angreb på instituttet. Alec og Lydia fortæller Jace og Izzy, at de er forlovet og skal giftes, og det falder ikke i god jord. Samtidig er Simon sur på Clary, fordi hun valgte at bringe ham tilbage. Under afhøringen afslører Meliorn, at der er nogle af shadowhunterne, der gemme Dødekoppen på instituttet, og en stor eftersøgning går i gang. Alec ved hvor koppen er, men Jace overtaler ham til, at Clary selv får lov til at overrække den til The Clave. Jace og Izzy lægger en plan for, hvordan de vil stjæle Dødekoppen, så The Clave ikke får fingre i den. Clary og Simon tager til Hotel DuMort, da The Clave aldrig ville lede der, når de leder efter Clary, fordi de tror hun har Dødekoppen. Magnus hjælper dem, da han ikke vil have, der skal blive krig mellem shadowhunterne og nederverdenerne, men Alec må aldrig vide det. Alec fortæller Magnus, at han har friet til Lydia, og de skal giftes, og Lydia sender Meliorn til De stille brødre, for at få ham til at tale ud. Jace og Izzy tager Dødekoppen med til Hotel DuMort, hvor de mødes med Clary, Simon og Luke. Clary tilbyder en alliance mellem shadowhunters, vampyrer og varulve - og alle er med, alle vil stoppe Valentine. De tager mod Dæmonernes By, men så dukker Alec op med Meliorn. Imens Jace tager kampen op mod Alec, løber Clary afsted med Meliorn, og de reder ham. Meliorn er taknemmelig, og han fortæller, han kan hjælpe med at finde Valentine. 
Meliorn fortæller, at Clarys halskæde, der er et portal skår, kan føre dem til Valentine, men de må finde den eneste portal, der er i en alternativ dimension og denne vil føre dem til Valentine. Meliorn hjælper med at åbne en portal til den alternative dimension, men det kan også være farligt for Clary, hvis hun ikke skynder sig at finde portalen. I den alternative dimension møder Clary Joeclyn og Valentine sammen som et par, og hun møder hendes andre shadowhunter venner, men i den alternative dimension er der ikke nogle shadowhuntere, de er blevet udrydet, da der ikke var brug for dem, og nederverdenerne har lært at tilpasse sig i blandt verdslingene. På instituttet bliver Izzy anholdt for forræderi, da de har fundet ud af, at hun var der den aften, da Alec mistede Meliorn, da de skulle til Dæmonernes By. Alec fortæller Lydia, at han ikke vil være med til, at Izzy får frataget hendes runer, og han vil bytte hende for Dødekoppen, men han finder ud af, at Jace har stjålet den. I den alternative dimension er næsten intet som i den almindelige, men Magnus er stadigvæk troldmand, hans kræfter skal dog lige genopfriskes, og han hjælper Clary. I den almindelige dimension vil Alec nu prøve at finde Jace via deres parabatai-bånd, hvilket kan være meget farligt. Desuden er Luke og Simon sammen, da lederen af Interne Affære igen dukker op, og Simon og Luke har en plan, der kan frikende Luke fra mordsagen. Meliorn giver adgang for Jace, som nu også er kommet til den anden dimension. Magnus hjælper med at finde og åbne portalen, og Clary og Jace forsvinder ind i den. På instituttet har Alec prøvet at spore Jace, og de fandt frem til indgangen til portalen, men kunne ikke nå at komme ind. Jace og Clary er nu kommet tilbage til den almindelige dimension, de er tilbage ved Valentines skjulested i Tjernobyl, hvor de finder Jaces far lukket inde i et skab. 
Jaces far, Michael Wayland hjælper Clary, da Jace er kommet slemt til skade under kampen i den alternative dimension. På instituttet prøver Alec at hjælpe Izzy ud af problemerne med anklage om forræderi, og i mellem tiden har Clary og Michael Wayland fået Jace hen til Jade Wolf, hvor Simon og Luke er. Clary og Simon tager til Hotel DuMort for at få noget blod til Jace, da han har mistet for meget. De får Raphael til at give dem noget blod, dog under afpresning, men de får det, og det er det vigtigste. På Instituttet er retssagen mod Izzy fremskyndet, og Jace har fået det bedre, efter at have modtaget blodet fra vampyrerne, og kemien mellem Jace og Clary når uanede højder. På instituttet opsøger Alec nu Magnus, og spørg om han vil være fortaler, når Izzy skal i retten og have vurderet hendes sag, og Magnus siger ja, til at hjælpe. Clary og Luke tager ud for at finde Valentine, og nu har de har held med at finde ham.  en forladt bygning finder Clary Joeclyn, men Valentine og hans mænd er også efter dem, dette var en af Valentines snedige planer. Men det viser sig, at det slet ike har været Jaces far Michael Wayland, men det har hele tiden været Valentine, og desuden afslører han, at han i virkeligheden også er Jaces far - Clary og Jace er altså søskende. På instituttet er retssagen nu gået i gang, og det ser ikke godt ud for Izzy, men Magnus kæmper hårdt i retten, og til sidst overgiver Lydia sig og trækker sagen tilbage. Men The Clave er stadig ikke glade, og hvis Dødekoppen ikke kommer tilbage får Izzy frataget hendes runer.Heldigvis vender Clary og Jace tilbage med Dødekoppen, og Izzy er redet, og Magnus fortæller Alec, at han synes det er en dårlig idé at gifte sig med Lydia.
På instituttet er Izzy i gang med at planlægge Alec og Lydias bryllup, men samtidig må de finde en måde at vække Joeclyn, der nu er kommet med tilbage til instituttet. Alec besøger Magnus i håb om, at han har informationer om den troldmand, der kastede en forbandelse over Joeclyn, så hun faldt i søvn, men Magnus vil hellere snakke og Alecs kommende bryllup. Hodge, der er tidligere Cirkel medlem, hjælper Clary og Jace med at finde ud af, at en troldmand ved navn Ragnor Fell, formodentligt har lavet eliksiren til Joeclyn, og han er en yderst dygtig og gammel troldmand, der bor lidt uden for London. Jace, Clary og Magnus tager afsted, og de opsøger Ragnor Fell. Han kan vække Joeclyn, men han skal bruge Det hvides bog, og den har han ikke mere, men vil stadig gerne hjælpe. Men under besøget bliver Ragnor angrebet af en shaxdemon, og han dør. Jace er sikker på, at det er Lydia, der har sladret og samarbejder med Valentine, så Clary tager en snak med hende. Izzy tager til Hotel DuMort for at få et par råd fra Simon, da Izzy arrangerer Alecs polterabend, og Magnus man finder ud af, at vampyren Camille knuste Magnus’ hjerte for mange år siden. På instituttet tvinger Izzy Alec og Jace til at snakke under Alecs polterabend, og de to får sig en rigtig god snak, og bliver gode venner igen. På instituttet er alle nu klar til bryllup, men midt under bryllups-ceremonien dukker Magnus op, og Alec bliver nødt til at fortælle Lydia, at han ikke kan gifte sig med hende, og bagefter skynder han sig ned og kysser Magnus. Desuden har Magnus taget alle Ragnor Fells ting med, og de finder ud af, at Det hvides bog tilhører Camille. Da Lydia vil bringe Dødekoppen med hjem til Idris kommer nogen ind og stjæler koppen, mens Alecs forældre er meget skuffede over ham. Imens alt det her har stået på, har Luke våget over Joeclyn, og Hodge kommer op for at afløse, men han er i virkeligheden i samarbejde med Valentine, der til gengæld lover Hodge, at han vil være helt fri fra ham, Cirklen og alt det tumult, der er. 
Jace og Clary spørg Simon, om han vil hjælpe dem, og selvfølgelig vil han hjælpe med at finde Det hvides bog, der tilhører vampyren Camille.  Alecs forældre er stadig oprevet efter, hvad der skete ved brylluppet med Magnus, og Alec og Magnus finder Lydia efter hun er blevet angrebet af Hodge. Valentine får Dødekoppen overrakt af Hodge på et stort skib, der ligger til kajs ved havnen, og her vil Valentine skabe hans hær. Jace og Alec tager afsted for at stoppe Valentine, og det er Clary ikke glad for. Luke sender varulve-flokken ud for at finde Hodge, men der er opstået splid mellem Hodge og Valentine, da han nu vil finde Clary og Jace, men det var ikke en del af aftalen mener Hodge. Raphael vil ikke lade dem snakke med Camille, men de kan se hendes ting, hvis de har lyst. Jace finder Hodge, og i en kamp ender han med at skære hans ene hånd af. I mens Izzy ser på Camilles ting sniger Clary og Simon  sig ind, så de kan tale med Camille. Jace sniger sig væk fra Luke og Alec, i mens Clary taler med Camille om Det hvides bog, som hun har hjemme i hendes lejlighed, så de sniger sig ud efter lidt kamp med Raphael. Til gengæld vil Camille have, at Simon underskriver, at Camille ikke dræbte ham, da hun ellers kan blive fanget og dømt til døden, med denne underskrift hjælper Magnus. De tager alle afsted for at få bogen, bortset fra Jace, der er ude for at finde Valentine. Simon underskriver, så Camille ikke længere kan dømmes, men det viser sig, at hun slet ikke har bogen, hun har snydt dem. De leder i lejligheden, for bogen er no i blandt alle Camilles bøger, og de finder den heldigvis, men så dukker Valentine op. Valentine vil have, at Jace kæmper på hans side, og Jace indgår en aftale med ham, og han tager med, så kan alle de andre få lov til at gå. Magnus tager med tilbage til instituttet, hvor de bruger Det hvides bog til at vække Joeclyn. Joeclyn er endelig vågen igen, mens Valentine er i gang med at skabe en hær. 

### Sæson 2
Joeclyn er nu endelig genforenet med sin familie, men på instituttet er de ikke enige om hvorvidt Jace Wayland skal reddes fra Valentine. Samtidig prøver Clary at få alle brikkerne til at falde på plads, og hendes mor prøver at forklare, hvorfor hun valgte at slette Clarys erindringer. Dog bliver alt familie snakken afbrudt, da Alec Lightwoods liv kommer i fare, da de prøver at finde Jace, dog undslipper Jace fra Valentine, og i sidste øjeblik redder han Alec, da Jace er Alecs parabatai, de er næsten som én person, når de kæmper, og de kan mærke hinanden. Direkte efter sendes Jace i i fængsel i Dæmonernes by, da flere mener han har arbejdet sammen med Valentine.
Clary er glad for at have hendes mor tilbage, men glæden er dog kortvarig, da en dæmon sniger sig ind på instituttet og besætter Alec Lightwood og slår Joeclyn ihjel. Clary er helt knust, og derfor opsøger hun troldmanden Magnus Bane i håb om, at han kan bringe hende tilbage, dette afslår han dog og fortæller, at det kræver mørk magi at bringe folk tilbage fra døden. Derfor opsøger hun en anden troldkvinde i byen, der gerne vil bringe hende tilbage, men så skylder Clary hende en tjeneste. Næste dag vender Clary og Alec tilbage til troldkvinden, men de finder ud af, at hun ikke er så sød, som hun ellers har udgivet sig for at være, og inden hun når at bringe Joeclyn tilbage, afslår Clary, hun vil alligevel ikke have hende tilbage, for den her troldkvinde virker lidt for underlig. Som tjeneste skal Clary bærer og føde en ny troldmand- eller kvinde, da troldkvinden mener, at der mangler magikere, nu hvor Valentine slår flere af dem ihjel. Dog når Clary at undslippe, da hun ser en lysende rune, og finder ud af, at hun kan skyde med sollys ud fra hendes hånd, når hun tegner den. Dog råder Jace hende til ikke at fortælle om hendes rune-syner til de andre.
Den nye leder af instituttet efter Lydia Branwell er Victor Aldertree, er han gør Izzy Lightwood afhængig af yin fen, der smøres på et åbent sår hun har påtaget sig efter en dæmonkamp. Da Clary og Izzy rejser til jernsøstrene, går det først op for Izzy, at hun er blevet snydt af Aldertree, der har gjort hende afhængig, og hun må ikke besøge og snakke med jernsøstrene. Lukes søster, der ellers er en jernsøster dukker op på Jade Wolf, den lokale kinesiske restaurant, hvor vareulvene holder til. Samtidig planlægger Magnus og Alec en rune-ceremoni for Alec og Izzys lillebror Max Lightwood, der endelig er gammel nok til at modtage sin første rune, og han er nu et skridt nærmere til at blive en rigtig shadowhunter ligesom sin bror og søster. Men til festen dukker en uventet gæst op, troldkvinden, der ville bringe Joeclyn tilbage har gemt sig, og prøver at stjæle Magnus bog med alle hans trylleformularer, men hun forklarer, at det er fordi Magnus har kidnappet hendes guddatter, der er en mægtig troldkvinde, selvom hun blot er en lille pige.
Imens alt dette har fundet sted, har Jace fundet ud af, at han er Valentines og Joeclyns søn. Jace og Clary er altså søskende, og derfor bliver deres forhold også forandret brat. Der er ikke mere kysseri, men derimod en intens kamp på at finde Valentine, der har slået deres mor ihjel. Izzy, der er blevet afhængig af yin fen opsøger nu vampyren Raphael, der tidligere har hjulpet Simon i hans nye vampyr tilværelse. Raphael kan tilfredsstille Izzys afhængighed ved at bid hende og suge hendes blod, men da Alec finder ud af, at hans søster er blevet afhængig og er sammen med en vampyr bliver han rasende.
Clary og Jace har sammen set at Sjælesværdet, der også er et af de Dødelige instrumenter, kan destrueres. Da Valentine med sværdet kan destruere underverdenen. En person med rent dæmonblod i årene ville kunne destruere sværdet og sig selv, og tilmed finder de ud af, at Valentine har eksperimenteret med Jace, da han lå i Joeclyns mave, og Jace har rent dæmonblod i årene. Valentine lægger en snedig plan og kidnapper Simon og kommer helt ind på instituttet, hvor han vil destruere underverdenen, hvis en person med rent engleblod rør ved det, og det har Clary. Men inden hun rør det, skynder Jace sig at tage om sværdet velvidende om, at han og sværdet vil blive tilintetgjort. Men det sker ikke, derimod dør alle folk fra underverdenen, der befinder sig inde i rummet. Jace har altså ikke dæmonblod i årene, men derimod engleblod ligesom Clary, og Jace finder ud af, at han ikke er Clarys bror.
Under alt dette, har en ond dæmon byttet rundt på Magnus Bane og Valentine Morgensterns kroppe. Det er nu Magnus, der sidder fanget i instituttet og ikke Valentine, som de ellers har fanget. Men samtidig er der kommet en ny shadowhunter til byen, Sebastian Verlac, en ung charmerende lyshåret shadowhunter fra London, han er meget interesseret i Valentine og tilbyder straks sin hjælp. Desuden er der udsigt til oprør, da flere folk fra underverdenen mener, det ville være bedst at dræbe Clary, da hun kan destruere deres verden, men specielt Luke er fortaler for, at dette ikke sker, da Clary er som en datter for ham. Simon, der var den eneste fra underverdenen, der ikke døde i rummet, da Jace rørte Sjælesværdet finder ud af, at han pludselig kan bevæge sig i sollys uden der sker noget, og det er ikke noget vampyrer er vant til, og ham og Clary bliver kærester.
Jace, Clary og Simon rejser ud for at finde dronningen af fe folket, og i ene rum fortæller hun, at hun ikke synes Simon skal stole på shadowhunterne. Inden de rejser fanger hun Jace og Simon, og derefter beder hun Clary om at kysse den, som hun helst vil kysse, for så vil de ikke længere være fanget, men da Clary sker der kysser sin kæreste Simon sker der ikke noget, og Clary forstår ikke hvorfor, men dronningen griner og sige, at Clary skulle kysse den, hun aller helst ville kysse, og da hun kysser Jace ophæves fangeskabet. Simon bliver ked af det, og derfor slår han op med Clary.
Simon er ked af det, for han har været forelsket i Clary hele hans liv. Han tager i byen og sammen med en anden vampyr kommer han ind på en klub, hvor almindelige mennesker glædeligt bliver bidt af vampyrer, selvom Simon ikke troede, det det fandtes nogle steder. Næste morgen vågner Simon op, og ham og Luke finder ud af, at han har dræbt en ung kvinde ved at tømme hende for blod. Men da han bliver arresteret finde Simon ud af, at det slet ikke var ham, der dræbte den pige, men derimod ham vampyren, som han havde fulgtes med.
På instituttet skal Valentine, der nu er tilbage i hans rigtige krop efter at være blevet byttet med Magnus, forflyttes til Idris, hvor shadowhunterne oprindeligt hører til, men under flytningen lykkes det Valentine at flygte. Sebastian Verlac, den unge shadowhunter fra London, hjælper stadig ihærdigt til på instituttet, men efter flytningen af Valentine finder man ud af, at han i virkeligheden er Valentines søn, der rigtigt hedder Joanthan, og det er ham der har rent dæmonblod i årene, og nu arbejder han sammen med Valentine. Samtidig er Simon nu blevet lidt glad for en af varulvene i Lukes flok, en pige der hedder Maia og som arbejder på Jade Wolf, hvor Simon bor i en forladt lade omme bag Jade Wolf.
Hele instituttet forsøger nu at finde det sidste dødelige instrument, da de under en kamp fik ødelagt sjælesværdet. Ved at røre det, kan man altså ikke destruere underverdenen, men med alle tre Dødelige instrumenter kan man tilkalde englen Azazel, og få ét ønske opfyldt, dermed er underverdenen ikke sikre endnu. Clary og Jace rejser ud for at finde det tredje dødelige instrument, for lige nu mangler de to ud af tre, og samtidig finder Clary ud af, at hendes bror er i live og arbejder for Valentine.
Max Lightwood, der er lillebror til Izzy og Alec er en meget kvik dreng, og efter hans runeceremoni er han allerede klar til hans første mission. Samtidig har nogen fjernet de ting, som Joeclyn havde gemt fra hendes søn Jonathan Christopher, og den æske hvor det lå er nu helt tom. Max finder dog et hår, og han finder ud af, at det er Sebastian Verlac, der i virkeligheden er den rigtige Jonathan, Clarys bror. Desuden har Jace fundet ud af, at han i virkeligheden er en Herondale, og at hans bedstemor styrer instituttet. Dog bliver hun hurtigt skiftet ud, og tager tilbage til Idris, og nu er det Alec Lightwood, Jaces parabatai, der står for ledelsen af instituttet i New York. Alec og Magnus har også fundet en gnist, dog begynder det langsomt at gå lidt ned af bakke, da Magnus ikke er sikker på, at man kan være en god leder, og samtidig være kærester med en person, der ikke er det samme som én selv.
Instituttet er blevet lukket ned, for de har fundet det sidste dødelige instrument. Jonathan angriber Max, fordi han kender hans hemmelighed, og det bliver svært at rede ham. Men de har via nogle gamle journaler fundet ud af, at finde ud af, om Jonathan er i blandt dem, da han ikke kan tåle elektricitet på grund af dæmonblodet, og Clary finder ud af, at det er Sebastian, der i virkeligheden er hendes bror Jonathan. Hun når at få fat i spejlet, som han ellers har stjålet og hun destruere det. Samtidig er Max blevet redet, selvom det ellers så ret sort ud. Men til sidst finder de ud af, at det Dødeligespejl, altså det tredje instrument slet ikke var det rigtige spejl, men at det derimod er søen Lyn, der faktisk er spejlet, da man kan spejle sig i vand.

## Episoder

### Sæson 1
| Episode nummer | Episode | Episode navn                     | Forfatter         | Instruktør       | Oprindelig udgivelsesdato |
| -------------- | ------- | -------------------------------- | ----------------- | ---------------- | ------------------------- |
| 1              | 1x01    | The Mortal Cup                   | Ed Decter         | McG              | 12. januar 2016           |
| 2              | 1x02    | The Descent Into Hell Isn't Easy | Hollie Overton    | Mick Garris      | 19. januar 2016           |
| 3              | 1x03    | Dead Man's Party                 | Marjorie David    | Andy Wolk        | 26. januar 2016           |
| 4              | 1x04    | Raising Hell                     | Michael Reisz     | Tawnia McKiernan | 2. februar 2016           |
| 5              | 1x05    | Moo Shu to Go                    | Angel Dean Lopez  | Kelly Makin      | 9. februar 2016           |
| 6              | 1x06    | Of Men and Angels                | Y. Shireen Razack | Oz Scott         | 16. februar 2016          |
| 7              | 1x07    | Major Arcana                     | Peter Binswanger  | J. Miles Dale    | 23. februar 2016          |
| 8              | 1x08    | Bad Blood                        | Allison Rymer     | Jeremiah Chechik | 1. marts 2016             |
| 9              | 1x09    | Rise Up                          | Hollie Overton    | J. Miller Tobin  | 8. marts 2016             |
| 10             | 1x10    | This World Inverted              | Y. Shireen Razack | J. Miles Dale    | 15. marts 2016            |
| 11             | 1x11    | Blood Calls To Blood             | Marjorie David    | Mairzee Almas    | 22. marts 2016            |
| 12             | 1x12    | Malec                            | Michael Reisz     | James Marshall   | 29. marts 2016            |
| 13             | 1x13    | Morning Star                     | Peter Binswanger  | J. Miles Dale    | 5. april 2016             |

### Sæson 2
| Episode nummer | Episode | Episode navn                       | Forfatter         | Instruktør        | Oprindelig udgivelsesdato |
| -------------- | ------- | ---------------------------------- | ----------------- | ----------------- | ------------------------- |
| 14             | 2x01    | This Guilty Blood                  | Michael Reisz     | Matt Hastings     | 2. januar 2017            |
| 15             | 2x02    | A Door Into the Dark               | Y. Shireen Razack | Andy Wolk         | 9. januar 2017            |
| 16             | 2x03    | Parabatai Lost                     | Peter Binswanger  | Gregory Smith     | 16. januar 2017           |
| 17             | 2x04    | Day of Wrath                       | Jamie Gorenberg   | Joe Lazarov       | 23. januar 2017           |
| 18             | 2x05    | Dust and Shadows                   | Zac Hug           | Salli Richardson  | 30. januar 2017           |
| 29             | 2x06    | Iron Sisters                       | Allison Rymer     | Mike Rohl         | 6. februar 2017           |
| 20             | 2x07    | How Are Thou Fallen                | Hollie Overton    | Ben Bray          | 13. februar 2017          |
| 21             | 2x08    | Love is a Devil                    | Y. Shireen Razack | Catriona McKenzie | 20. februar 2017          |
| 22             | 2x09    | Bound By Blood                     | Peter Binswanger  | Matt Hastings     | 27. februar 2017          |
| 23             | 2x10    | By the Light of Dawn               | Todd & Darren     | Joshua Butler     | 6. marts 2017             |
| 24             | 2x11    | Mea Maxima Culpa                   | Michael Reisz     | Matt Hastings     | 5. juni 2017              |
| 25             | 2x12    | You Are Not Your Own               | Jamie Gorenberg   | Bille Woodruff    | 12. juni 2017             |
| 26             | 2x13    | Those of Demon Blood               | Zac Hug           | Michael Goi       | 19. juni 2017             |
| 27             | 2x14    | The Fair Folk                      | Taylor Mallory    | Chris Grismer     | 26. juni 2017             |
| 28             | 2x15    | A Problem of Memory                | Allison Rymer     | Peter DeLuise     | 10. juli 2017             |
| 29             | 2x16    | Day of Atonement                   | Peter Binswanger  | Paul Wesley       | 17. juli 2017             |
| 30             | 2x17    | A Dark Reflection                  | Hollie Overton    | Jeffrey Hunt      | 24. juli 2017             |
| 31             | 2x18    | Awake, Arise, or be Forever Fallen | Jamie Gorenberg   | Amanda Row        | 31. juli 2017             |
| 32             | 2x19    | Hail and Farewell                  | TBA               | TBA               | 8. august 2017            |
| 33             | 2x20    | Beside Still Water                 | Todd & Darren     | TBA               | 15. august 2017           |

## Skuespillere
Hovedpersoner
- Katherine McNamara som Clary Fray (Clarissa Fairchild)
- Dominic Sherwood som Jace Herondale
- Alberto Rosende som Simon Lewis
- Matthew Daddario som Alec Lightwood (Alexander Lightwood)
- Emeraude Toubia som Izzy Lightwood (Isabelle Lightwood)
- Isaiah Mustafa som Luke Garroway
- Harry Shum Jr. som Magnus Bane

Tilbagevendende personer
- Alan van Sprang som Valentine Morgenstern
- Maxim Roy som Jocelyn Fray
- Jon Cor som Hodge Starkweather
- David Castro som Raphael Santiago
- Jade Hassouné som Meliorn
- Kaitlyn Leeb som Camille Belcourt
- Nicola Correia-Damude som Maryse Lightwood
- Paulino Nunes som Robert Lightwood
- Jack Fulton som Max Lightwood
- Christina Cox som Elaine Lewis
- Holly Deveaux som Rebecca Lewis
- Stephanie Bennett som Lydia Branwell
- Raymond Ablack som Raj
- Vanessa Matsui som Dot (Dorothea)
- Mimi Kuzyk som Imogen Herondale
- Joel Labelle som Alaric
- Jordan Hudyma som Blackwell
- Shailene Garnett som Maureen Brown
- Lisa Marcos som Susanna Vargas
- Stephen R. Hart som Brother Jeremiah
- Curtis Morgan som Pangborn
- Nykeem Provo som Young Luke
- Nick Sagar som Victor Aldertree
- Alisha Wainwright som Maia Roberts
- Will Tudor som Jonathan Morgenstern forklædt som Sebastian Verlac

## Musik

### Soundtrack
Musikken til serien Shadowhunters udkom d. 21. juli 2017 på platformene iTunes, Spotify og Apple Music.
| Nr.           | Titel              | Længde |
| ------------- | ------------------ | ------ |
| 1.            | "This Is the Hunt" | 3:59   |
| 2.            | "Fragile World"    | 2:42   |
| 3.            | "Murmurs"          | 3:37   |
| 4.            | "Blood Rose"       | 2:49   |
| 5.            | "The Lifeboat"     | 2:18   |
| 6.            | "Royal Blue"       | 2:57   |
| Total længde: | Total længde:      | 17:2   |

Seriens intro-sang er "This Is The Hunt", der bliver sunget af Ruelle, der desuden også har sunget mange af de andre sange, der også optræder i serien.

## Broadcast
Serien havde premiere 12. januar 2016 i USA på tv-kanalen Freeform. Den anden episode, der hedder "The Descent into Hell Is Easy", blev udgivet online på Freeforms hjemmeside samme dag, efter serien havde haft premiere på tv. I december 2015 annoncerede Netflix, at de havde opkøbt rettighederne til serien på globalt plan, altså foruden USA. Dermed fik Netflix lov til at gøre serien til en original serie, og det første afsnit udkom 13. januar 2016.